# □□□
□□□（クチロロ）は、日本のポップユニット。1998年結成、2007年メジャーデビュー。

## 概要

### メンバー（正社員）
- 三浦康嗣（みうら こうし）
- 村田シゲ（むらた しげ） - 元NATSUMEN、ベースでサポートメンバーとして参加していたが、2008年1月1日から正式メンバーとして加入。CUBISMO GRAFICO FIVE、MAGI©PEPAのベースも担当。
- いとうせいこう - 2009年7月9日加入[3]。

### 契約社員
ミニアルバム「LOVE」リリースに伴う演奏会を行うに際し、三浦が個人の作家活動に多忙を極めたため、ライブ活動をメインとしたボーカリストを募集を行い、“契約社員”として9名がグループに迎えられた。
- 大橋ヒナ
- 大平未来 - 福島県在住のシンガーソングライター[6]
- 汽葉ケイスケ - シンガーソングライター。ソロプロジェクト”スーダラ少年”としての活動を経て、青柳拓次（LITTLE CREATURES）をプロデューサー/アレンジャーに迎えたアルバム『16番地のファンタジア』をリリースする。
- 近藤まこと
- 玉手初美 - シンガーソングライター。ダッハーラ（ドブロク）、オータコージと共に“玉手初美 II MEN”としても活動[7]。
- 仲西森奈
- 洪潤梨 - 役者。ミスiD2017『東佳苗審査員賞』受賞[8]。
- やぎぬまかな（ex. カラスは真っ白）
- 山本笑

### 元メンバー
- 大木美佐子（おおき みさこ） - 2006年1月1日脱退。
- 篠山功盛（しのやま こうせい） - 2006年1月1日脱退。
- 吉村益太郎（よしむら ますたろう） - 2006年1月1日脱退。
- 南波一海（なんば かずみ） - 2008年5月14日脱退。

### 来歴
- 1998年、三浦康嗣と南波一海により結成。
- 2001年、flyrecのコンピレーションアルバム『out』に「costura」で参加。
- 2002年、commune discのコンピレーションアルバム『garden』に「moon」で参加。
- 2003年、くるりが主宰するレーベルNOISE McCARTNEY RECORDS のコンピレーション・アルバム『NOISE McCARTNEY RECORDS COMPILATION』に参加（提供曲は「mellow mellow」）。
- 2004年6月、佐々木敦が主宰するインディーズレーベル「WEATHER/HEADZ」（FADERBYHEADZ.COM）より1stアルバム『□□□』リリース。この作品がミュージックマガジン誌『ロック（日本）』部門で年間ベストアルバムに選出された[9]。
- 2005年11月、2ndアルバム『ファンファーレ』リリース。
- 2006年

5月、大滝詠一トリビュートアルバム、『Niagara Spring ～Niagara Cover Special～』に「Pap-Pi-Doo-Bi-Doo-Ba物語」のカバーで参加。
10月、20世紀中に作られていた過去音源を集めたアルバム『20世紀アブストラクト』リリース。また、謎の新人Spoilのアルバム『天空のスポイル』をプロデュース。
11月、坂本龍一がエイベックスと共同設立したレーベル、「commmons」に移籍。
- 2007年

2月、シングル「GOLDEN KING」でメジャーデビュー。同年4月、所属レーベルのcommmonsより発売された細野晴臣トリビュートアルバム、『細野晴臣トリビュートアルバム -Tribute to Haruomi Hosono』に「北京ダック」のカバーで参加。
4月〜7月、□□□とポッキーのコラボレーションCMが、スペースシャワーTVにて放送。使用楽曲は「GOLDEN WEEK」。
8月、メジャー第一弾アルバム『GOLDEN LOVE』リリース。いとうせいこう、HALCALI等が参加。この作品もまたミュージックマガジン誌『ロック（日本）』部門で年間ベストアルバムに選出される。
9月、m-floのリミックスアルバム『electriCOLOR -COMPLETE REMIX-』に参加。m-flo loves MONKEY MAJIKの楽曲「Picture Perfect Love」のリミックスを手掛けた。
11月、birdのカバーアルバム『BIRDSONG EP -cover BEATS for the party-』に参加。サンボマスターの「世界はそれを愛と呼ぶんだぜ」のカバーのプロデュース＆トラック提供。
- 2008年

1月、村田シゲ加入。
2月、ミニアルバム「snowflake」リリース。「KIRORO SHOW WORLD 2008」CM曲としてタイアップ。
9月、アルバム『TONIGHT』リリース。
- 2009年

3月、土屋アンナのリミックスアルバム『NUDY xxxremixxxxxxx!!!!!!!! SHOW!』の楽曲「Style (new born mix) remixed by □□□」のリミックスを手掛ける。
6月〜、サムスン電子の携帯電話「SoftBank 931SC」（OMNIA POP）のCMソングを担当。なおCMに使用された楽曲は「Re:Re:Re: - OMNIA POP version -」。
7月、Aira Mitsukiのアルバム『PLASTIC』の楽曲「夏飴（feat. □□□）」に参加。
7月9日、スペースシャワーTVの「SPACE SHOWER MUSIC UPDATE」に生出演。その放送中に、いとうせいこうが□□□に加入することを発表。同年12月、アルバム『everyday is a symphony』リリース。
- 2011年2月、アルバム『CD』リリース。
- 2012年3月、アルバム『マンパワー』リリース。
- 2013年3月、アルバム『JAPANESE COUPLE』リリース。
- 2016年11月、asian gothic labelに移籍した後、□□□ feat. the band apart名義でミニアルバム「前へ」リリース。
- 2017年

7月、ミニアルバム「LOVE」リリース。
9月、「LOVE」発売に伴いライブを行おうとしていたが、□□□の主宰である三浦康嗣が個人の作家活動に多忙を極め、リリース記念のライブを開催するため、ライブ活動をメインにしたボーカリストをプロアマを問わず公募することにした。

## ディスコグラフィー

### 参加作品
| 発売日         | タイトル                                                                                              | 規格品番                 | 収録曲 |
| -------------- | --- | ------------------------ | --- |
| 2001年         | コンピレーション『out』                                                                               |                          | 7「costura」 |
| 2003年         | コンピレーション『garden』                                                                            |                          | 3 「moon」 |
| 2003年10月4日  | コンピレーション『NOISE McCARTNEY RECORDS COMPILATION』                                               | NMR-004                  | 9.「mellow mellow（メローメロー）」 |
| 2006年4月26日  | SUBMARINE『MARINE STADIUM』                                                                           | PRU-001                  | 2.「Pap-Pi-Doo-Bi-Doo-Ba 物語」 |
| 2006年5月17日  | V.A.『Niagara Spring ～Niagara Cover Special～』                                                      | TOWER-1012               | 6.「あいつに手を出すな feat. □□□」 |
| 2007年1月17日  | V.A.『ハチミツとクローバー COMPLETE BEST』 &『ハチミツとクローバー COMPLETE BEST プレミアムボックス』 | ESCL-2914 ESCL-2917      | 11.「ハチクロ×クチロロ -cut up by □□□」（※“林有三&サロン'68×□□□”名義）（disc1）                                                                      |
| 2007年3月24日  | V.A.『PLAYLIST 8 - Next Floor』 （※HMVキャンペーン商品、非売品）                                      |                          | 11.「Twilight Race（'07 mix）」 |
| 2007年4月25日  | V.A.『細野晴臣トリビュートアルバム -Tribute to Haruomi Hosono』                                       | RZCM-45511               | 10. 「北京ダック」（disc1） |
| 2007年9月26日  | m-flo『electriCOLOR -COMPLETE REMIX-』                                                                | RZCD-45631               | 2.「Picture Perfect Love -□□□ Remix-」 |
| 2007年11月28日 | bird『BIRDSONG EP -cover BEATS for the party-』                                                       | UPCH-1569 UPCH-9360      | 4.「世界はそれを愛と呼ぶんだぜ♪ With □□□」（サンボマスターのカバー）                                                                                 |
| 2008年3月26日  | 『細野晴臣と地球の仲間たち～空飛ぶ円盤飛来60周年・夏の音楽祭～』                                      | RZBM-45853               | 6.「北京ダック / *** □□□(クチロロ) with イシイモモコ, 山田里香・小池龍平(Bophana) with 高野寛, 高田漣, 浜口茂外也, 鈴木正人(LITTLE CREATURES), BIC」 |
| 2009年12月2日  | 『Sweet Voices -Gentle Boyfriends-』                                                                  | UVCA-3002                | 2.「春 Hello！」 |
| 2009年3月11日  | 土屋アンナ『NUDY xxxremixxxxxxx!!!!!!!! SHOW!』                                                       | CTCR-14620               | 4.「Style (new born mix) remixed by □□□」 |
| 2009年3月20日  | ユニクロ UT“UT × ravex”キャンペーン                                                                   |                          | 「JUST THE TWO OF US feat. TOHOSHINKI」 □□□ remix （※ユニクロ UT “UT × ravex” キャンペーン商品、着うた限定配信、非売品）                             |
| 2009年6月10日  | V.A.『PUBLIC/IMAGE.SOUNDS』                                                                           | NFCD-27146               | 15.「宝くじ」（※“□□□ × 環ROY”名義） |
| 2009年7月22日  | Aira Mitsuki『PLASTIC』&『PLASTIC（A）』＆『PLASTIC（B）』                                            | VUZD-1 VUZD-2 VUCD-60005 | 10.「夏飴（feat. □□□）」 |
| 2010年3月10日  | 『CC:01 -commmons compilation-』                                                                      | RZCM-46391B RZCM-46392   | 14.「GOLDEN KING」 |
| 2010年6月16日  | DJやついいちろう『ATARASHII YATSU!』                                                                  | VICL-63635               | 22.「GOLDEN KING」 |
| 2012年3月7日   | 『東京こんぴ』                                                                                        | VICL-63845               | 8.「Tokyo」 |
| 2012年1月25日  | 野宮真貴『30 〜Greatest Self Covers & More!!!〜』                                                     | AICL-2343                | 8.「トゥイギー・トゥイギー」／Produced by □□□ |
| 2012年1月25日  | V.A.『BEST OF GALAXY MUSIC』                                                                          |                          | 5.「いつかどこかで」（※iTunes Store配信限定） |
| 2015年5月2日   | Hi,how are you?『Hi,ppopotamus how are you?』                                                         | ROSE-189                 | 5.「渚のシンデレラ」 |
| 2015年6月24日  | Shiggy Jr.『サマータイムラブ』                                                                        | UMCK-5575 UMCK-9747      | 3.「サマータイムラブ (□□□ remix)」 |

## ミュージックビデオ
| 監督          | 曲名 |
| 安藤尋        | 「朝の光」 |
| 伊藤ガビン    | 「ヒップホップの経年変化」「あたらしいたましい feat. 金田朋子」                                                                |
| ELECROTNIK    | 「GOLDEN KING」 |
| 遠藤主任      | 「合唱曲 スカイツリー (short edit ver.)」                                                                                      |
| 柿本ケンサク  | 「真夏のラストチューン」 |
| K.K.          | 「メローメロー」 |
| 坂本光三郎    | 「To MARIKO」 |
| サン ナカニシ | 「Japanese Boy」 |
| 多田卓也      | 「GOLDEN WEEK」 |
| 手島領        | 「snowflake」「Tonight」 |
| black★bath    | 「Twilight Race」「ヒップホップの初期衝動 intro ver.」「ヒップホップの初期衝動」「飽きる」「Re:Re:Re:」「00:00:00 short ver.」 |
| 水尻自子      | 「海」 |
| 村田シゲ      | 「聖者の行進」 |
| 森翔太        | 「ふたりは恋人」 |
| 不明          | 「夏のワイルドピッチ」 |

## ラジオ
- 『GOLDEN TIME』TOKYO FM 毎週金曜25:00～25:30（2007年4月～9月）
- 『ROCK KIDS』AIR-G 毎週土曜日24:00～25:00（2007年10月〜12月）

## 主なライブ

### ワンマンライブ・主催イベント
- 2009年 - everyday is a symphony 御披露目会
- 2012年 - □□□07『京都スカイツリー』試唱会
- 2012年 - □□□の夏祭り
- 2013年 - □□□ レコ発単独演奏会『JAPANESE COUPLE』御披露目会

### 出演イベント
- 2007年07月12日・13日 - スペースシャワー列伝 第67巻 ～跳乗音(ライドオン)の宴～
- 2007年12月31日 - COUNTDOWN JAPAN 07/08
- 2008年03月13日 - WHITE EXPLOSION vol.1
- 2008年08月10日 - WORLD HAPPINESS 2008
- 2008年08月16日 - RISING SUN ROCK FESTIVAL2008 in EZO
- 2008年12月31日 - COUNTDOWN JAPAN 08/09
- 2009年03月28日・29日 - ONSEN SOUND&ART VILLAGE渋響
- 2010年08月08日 - WORLD HAPPINESS 2010
- 2011年07月01日 - OUR FAVORITE THINGS 2011
- 2011年12月03日 - みやこ音楽祭 '11 夜の部
- 2012年08月03日 - a-nation musicweek SPECIAL MEETING Vol.1 in 大江戸渋谷フレンドパーク
- 2014年11月25日 - スペースシャワー列伝 100巻記念公演 第122巻 洒落の宴
- 2015年05月09日 - 森、道、市場 2015～モリハイヅコヘ～
- 2015年10月24日 - LIVERARY liverally #04